# Полторацький Павло Петрович
Павло́ Петро́вич Полтора́цький (*1869, с. Гірськ, Городнянський повіт, Чернігівська губернія, Російська Імперія — †20 серпня 1941, Чернігів, УРСР, СРСР) — земський лікар, громадський діяч. Проживав у Чернігові.

## Життєпис
Старовинний рід Полторацьких бере витоки від родів полковників Семена Палія та Антіна Танського. Вадим Модзалевський у «Малоросійському родословнику» згадує бунчукового товариша Івана Федоровича Полторацького, від якого і пішов рід Полторацьких.
До сосницької гілки роду Полторацьких належить Марко Федорович Полторацький  — співак та педагог, дід А. П. Керн, наставник М. С. Березовського та Д. С. Бортнянського.
П. П. Полторацький народився у с. Гірськ у 1869 році в родині дрібного поміщика.
Закінчив Лазаревський інститут східних мов, проте відмовився від кар'єри дипломата, що призвело до погіршення стосунків із родиною.
У 1884 році закінчує медичний факультет Київського університету Святого Володимира. Будучи студентом, разом з професором К. М. Сапежком займається безкоштовним лікуванням хворих на київському Подолі. Після закінчення навчання працював лікарем у Сновську, Чернігові. Вважався одним із найкращих фахівців-медиків, працював у різних лікарнях міста, широко практикував безоплатну медицину для бідних.
Одружується на покоївці матері — Олександрі Миронівні Полторацькій (1876–1954). У 1895 році в родині з'являється син Петро. 
У 1905 році був на Російсько-японській війні. З 1915 року разом з родиною оселяється у Чернігові. 
Після встановлення у Чернігові радянської влади продовжує діяльність лікаря, зокрема, у 1921 році його, як фахівця, запрошують до складу експертної комісії з обстеження мощей Феодосія Углицького. 
Загинув 20 серпня 1941 року під час бомбардувань Чернігова германською авіацією.

## Родина
- Петро Павлович Полторацький (1895–1931) — син П. П. та О. М. Полторацьких; дитячий лікар, головний лікар Городнянської лікарні, загинув у м. Бобровиця, заразившись дифтерією.
- Ольга Олексіївна Полторацька — невістка П. П. та О. М. Полторацьких; очолювала відділ охорони здоров'я міста Чернігова. Згодом переїхала до Києва, де працювала завідувачем терапевтичного відділення госпіталю інвалідів війни. Померла 1964 року, похована в Києві.
- Ростислав Петрович Полторацький — онук П. П. та О. М. Полторацьких; під час Німецько-радянської війни працював санітаром в евакогоспіталях. Кандидат медичних наук, був головним невропатологом Київського військового округу.

## Громадська діяльність
П. П. Полторацький мав дружні стосунки з багатьма представниками мистецької та громадської еліти Чернігова, до таких зокрема відносились: художники М. І. Жук та І. Г. Рашевський; адвокат, депутат першої Державної Думи, громадський, політичний і культурний діяч І. Л. Шраг; історик, краєзнавець, археолог, член «Просвіти», міський голова Чернігова А. В. Верзілов та інші.
Частими гостями були земські лікарі Дехан, Ковальський, Маслов, Розенель.
П. П. Полторацький також влаштовував мисливські зібрання, на які приїздили Микола Хвильовий, Олесь Досвітній, Микола Вороний.

## Пам'ять
- У Чернігові зберігся будинок, споруджений у 1877–1878 роках на вулиці Шосейній (нинішня адреса — проспект Миру, 74).

|                                            | Сохранившийся в хорошем техническом состоянии, одноэтажный, с двумя декоративными фронтонами и с узорчатым кованым треугольным металлическим навесом над парадным входом, дом является оригинальным образцом жилой архитектуры города Чернигова XIX столетия. Внутри хорошо сохранилось оформление помещений, сгруппированных вокруг гостиной с камином и выходом на просторную веранду-террасу с выходом в сад, который здесь был еще недавно. |
| — А. А. Карнабіда про будинок Полторацьких | |

Упродовж 1915–1947 років (за іншими даними також стверджується, що будинок придбано у 1919) тут мешкала родина Полторацьких.
У 1948 році будинок був придбаний УТМР. У 1970-х роках споруда постраждала від вандалів, а у 1993 році в будинку сталася пожежа.  З 1994 року А. А. Карнабідою, громадськими організаціями та УТОПІК будинок Полторацьких було неодноразово пропоновано до внесення в реєстр пам'яток місцевого значення. З 1998 року орендувався Чернігівським відділом Союзу українок, який мав на меті відновлення будівлі та створення в ній музею Софії Русової.
На сесії Чернігівської міської ради влітку 2016 року міська влада спробувала продати споруду, чому перешкодила позиція громадських активістів та двох профільних комісій відомства.
- На Петропавлівському кладовищі збереглись могили П. П. Полторацького, його дружини та сина.
- У 2016 році на честь родини Полторацьких названо вулицю у Чернігові [3].